# 劇画漂流
『劇画漂流』（げきがひょうりゅう）は、辰巳ヨシヒロの自伝的漫画作品。
劇画という言葉を考案し、劇画工房の中心となって劇画ムーブメントをしかけた辰巳ヨシヒロが劇画の誤ったイメージを払拭したいという狙いで執筆した自伝的作品である。

## 作品内容
辰巳ヨシヒロと兄の桜井昌一が漫画家を目指す幼少期から始まり、自身のシリアスな作風を従来の「漫画」と区別するために誕生した「劇画」、そして劇画工房の設立、その後の活動を描いた長編青春漫画である。1948年から1960年までを描いたところで終了している。なお、作中では辰巳ヨシヒロは勝見ヒロシ、兄の桜井昌一も本名の辰巳義興ではなく勝見興昌として登場しているが、他の漫画家や出版関係者らは基本的に実名である。

## 沿革
1995年にまんだらけのカタログ誌『まんだらけマンガ目録』8号から連載開始となり、1998年からは新たに創刊された『まんだらけZENBU』が掲載誌となり、2006年に33号で打ち切られ、全48話で連載終了。季刊誌で発表され12年にわたる連載だった。桜井昌一が表した『僕は劇画の仕掛け人だった』を参考資料として、連載時には原案料を支払って原案に桜井昌一とクレジットされていた。辰巳は、本作を2003年に亡くなった桜井へのレクイエムであるとしている。そして、執筆にあたっては松本正彦ら当時の関係者に取材し、提供を受けた資料の葉書も作中に取り込まれている。
2008年になって、青林工藝舎より全2巻で「劇画生誕50周年記念出版」として出版された。まんだらけで連載担当の編集者だった浅川満寛が青林工藝舎へ移籍しており、この単行本化も担当した。もともと『僕は劇画の仕掛け人だった』を原作あるいは原案として、本作を企画し辰巳に連載依頼をしたのも浅川であった。
連載の終了はまんだらけ側の都合であり、辰巳はその後の貸本漫画業界の顛末を業界が終焉するまで描くことを構想していた。続編の執筆をカナダの出版社より依頼されているが、その後の経過は不明。
2010年に漫画ではない自伝『劇画暮らし』が本の雑誌社より発売された。当初は、『劇画の虫』の仮タイトルで草思社より発売予定だったが、同社が倒産で一旦は出版が頓挫していた。『劇画暮らし』には本作で触れられていない1960年以降から2010年までの出来事も収められている一方で、本作では描かれていた女性関係のエピソードは、妻からの「劇画と関係あらへんやん」との意見で大幅に割愛され、原稿から約100枚分がカットされた。

## 日本国外版
連載終了直後にカナダの出版社から英語版出版の話があり、2009年に『A Drifting Life』として1冊で出版された。2010年にはインドネシア語版『Hanyut』が全4巻、2011年にはフランス語版『Une vie dans les marges』が全2巻、2012年にはドイツ語版『Gegen den Strom - Eine Autobiografie in Bildern』が全1巻で発売された。

## アニメーション映画化
2011年、シンガポールのエリック・クー監督により、本作品と、辰巳ヨシヒロの短編作品5話を原作とした長編アニメーション映画『TATSUMI』が製作・公開された。

## 受賞歴
- 2005年アングレーム国際漫画祭特別賞
- 2006年サンディエゴ・コミック・コンベンション特別賞
- 2006年度『タイム誌』ベストコミックス第2位
- 2009年手塚治虫文化賞大賞
- 2010年アイズナー賞最優秀アジア作品・最優秀実話作品
- 2010年このマンガを読め!第2位
- 2012年アングレーム国際漫画祭世界への視線賞

## 書籍情報
- 劇画漂流 上巻（2008年11月発売、青林工藝舎、ISBN 978-4883792733） -　のち、講談社漫画文庫 2013.4
- 劇画漂流 下巻（2008年12月発売、青林工藝舎、ISBN 978-4883792764） -　のち、講談社漫画文庫 2013.5
- 劇画暮らし（2010年10月発売、本の雑誌社、ISBN 978-4860112103） - のち角川文庫 2014.10